# Scorpiops grandjeani
Espèce
Synonymes
- Dasyscorpiops grandjeani Vachon, 1974

Scorpiops grandjeani est une espèce de scorpions de la famille des Scorpiopidae.

## Distribution
Cette espèce se rencontre en Malaisie dans l'État de Malacca et en Thaïlande dans la province de Nakhon Si Thammarat,.

## Description
La femelle holotype mesure 38 mm.
La femelle décrite par Kovařík, Lowe, Stockmann et Šťáhlavský en 2020 mesure 56,55 mm.

## Systématique et taxinomie
Cette espèce a été décrite sous le protonyme Dasyscorpiops grandjeani par Vachon en 1974. Elle est placée dans le genre Scorpiops par Kovařík, Lowe, Stockmann et Šťáhlavský en 2020.

## Étymologie
Cette espèce est nommée en l'honneur de François Alfred Grandjean.

## Publication originale
- Vachon, 1974 : « Étude des caractères utilisés pour classer les familles et les genres de scorpions (Arachnides). 1. La trichobothriotaxie en arachnologie. Sigles trichobothriaux et types de trichobothriotaxie chez les scorpions. » Bulletin du Muséum National d’Histoire Naturelle de Paris, zoologie, sér. 3, vol. 140, no 104, p. 859–958 (texte intégral).